# ماساکی اتو
ماساکی اتو (انگلیسی: Masaki Eto؛ زادهٔ ۲۶ فوریهٔ ۱۹۵۴) کشتی‌گیر اهل ژاپن است.